# Dellwiger Bach
Der Dellwiger Bach ist ein Bachlauf im Dortmunder Westen, welcher als orografisch linker Quellbach in den Roßbach und somit in die Emscher mündet.

## Bachlauf
Der Dellwiger Bach entspringt im Volksgarten Bövinghausen als kleines Rinnsal. Schon auf dem 20. Bachmeter mündet ein weiteres Rinnsal in den Bach. 
Die Zuflüsse sind unter anderem: Waldbach (rechts), Rhaderholzbach (links), Volksgartenbach (rechts), Katzbach (rechts), Nockensiepen (links), Mühlenbach (links). Zwei Kilometer vor seiner Mündung passiert er Haus Dellwig nördlich.
Der durchschnittliche Pegelstand beträgt nach privaten Angaben 72 cm. Das Tiefbauamt der Stadt Dortmund hat lediglich in weiten Abständen Messleisten eingebaut. Der Pegel wird weder von der Stadt Dortmund noch von der Emschergenossenschaft kontrolliert.
Im Verlauf der Halde Zollern wurde der Bach in den 1970er Jahren von seiner Verrohrung befreit und durch einen tiefen Einschnitt in die Halde wieder offengelegt. Das Gebiet gehört zum Naturschutzgebiet Dellwiger Bach.

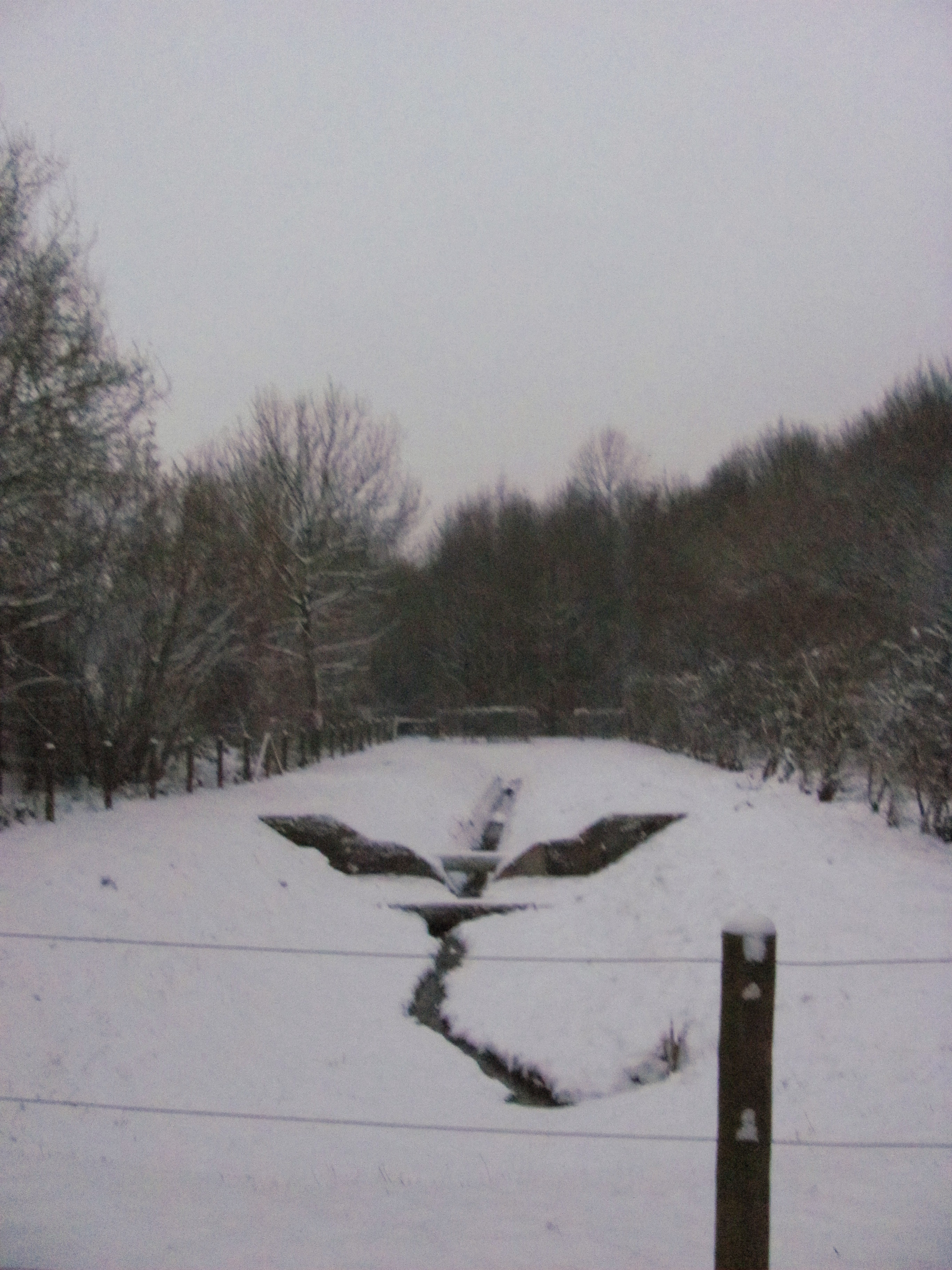
Altes Bachbett